# Пекити-Тирсия Кали
Пекити-тирсия Кали́ (таг. pekiti tirsia; pekiti — подойти близко; tirsia — порезать на мелкие кусочки) — боевое искусство Филиппин. Слово «кали» (kali) в названии обозначает принадлежность этого боевого искусства к группе древних искусств Кали.
Пекити-тирсия, как и многие филиппинские боевые системы, — это в первую очередь искусство владения оружием (палка, нож, меч) и уже во вторую — искусство рукопашного боя. Считается, что изучающему боевую систему проще выстроить правильные траектории движения, тренируясь с палкой, а потом и с настоящим оружием. Позже, работая голыми руками, он будет использовать те же двигательные принципы.

## История
Специфика движений в пекити-тирсия кали обусловлена её корнями, уходящими в древнее филиппинское искусство клинкового боя кали. Для кали характерны круговые движения мечом, символизирующие движение планет по небосклону, и перемещения по треугольниками, олицетворяющим созвездия. В древние времена кали были проникнуты практически все стороны быта, хотя чаще всего кали применялось для защиты от диких животных и нападений врагов. Изучали кали при помощи ритуальных обрядов.
Есть две версии происхождения названия «Кали»:
- от имени города Калибо в провинции Аклан;
- от названия ножей «kalis», которые использовали практикующие это боевое искусство в начале.

Лео Гайе родился в 1938 году и с шестилетнего возраста стал обучаться пекити-тирсия кали.
В 1972 году Лео Гайе эмигрировал в Америку и обосновался в Нью-Йорке. Он видел, как в Америке быстро росла популярность различных единоборств, и понимал, что преподавание его системы приведет к признанию культурных и военных достижений филиппинцев. Лео стал вести занятия для избранных мастеров других боевых систем. Обучение было успешным, пекити-тирсия быстро распространилась по территории США. Его стиль получил признание и уважение среди многих организаций боевых искусств, таких как Международная ассоциация каратэ в США, федерация каратэ США и пр.
Пекити-тирсия оказала влияние на стили таких мастеров филиппинских боевых искусств как Дэн Иносанто, группу Dog Brothers и др.
В 1995 году была основана организация «Пекити-тирсия Интернешнл». В 1997 году её руководители приняли решение действовать самостоятельно. В настоящий момент её возглавляет тухон гуру МакГраф (McGrath), президент и главный инструктор. Также в состав этой организации входят:
- Матааса на гуру Эрвина Боларта (Erwin Ballarta), главный инструктор, офицер полиции;
- Маджино Дэн Иносанто (Dan Inosanto), управляющий директор по Северной Америке;
- Сифу Манфред Стейнер (Manfred Steiner), управляющий директор по Европе;
- Ральф Бекман (Ralf Beckmann), управляющий директор по Германии;
- Гуру Роберто Воломели (Roberto Bonomelli) и гуру Аттилио Аскистапес (Attilio Acquistapace), управляющие содиректора по Италии.

В 1996 была образована европейская организация пекити-тирсия, возглавляемая управляющим директором Маджино-Мандала Ули Вейдлом (Uli Weidle)
В 2003 году основана международная организация пекити-тирсия «Pekiti-tirsia Global» во главе с Лео Гайе и национальными директорами:
- второй Маджиноо-Мандала Роммель Торталь (Rommel Tortal) — на Филиппинах,
- Манджиноо-Мандала Тимоти Д. Вейд (Timothy D. Waid) — в США,
- Мандала-Тухон Филипп Гелинас — в Канаде,
- Маджиноо-Мандала Ули Вейд (Uli Weidle) — в Европе.

Постепенно пекити-тирсия распространилась по миру. В настоящий момент представительства организации «Pekiti-tirsia Global» есть в Австрии, Болгарии, Чехии, Финляндии, Германии, Италии, Норвегии, Швеции, Швейцарии, Испании, Франции, Англии, Нидерландах, США, Филиппинах, Малайзии, Индонезии, Японии, Индии, Тайване, Таиланде, Аргентине, Канаде и России.
25 октября 1997 года в бухте Субик провинции Самбалес Филиппин состоялось празднование столетнего юбилея пекити-тирсия кали.

## Техника ведения боя
В пекити-тирсия присутствуют все основные техники ведения боя, но особое внимание уделяется ближнему бою. Основа его — закрытое положение, позволяющее уклоняться и наносить сильные удары даже на близкой дистанции. В пекити-тирсия придается особое значение разрушению атак с последующей контратакой до того момента, как противник успеет нанести удар. Пекити-тирсия основана на принципах атак и контратак по всем направлениям, углам и уровням воздействия противника, вы практически не увидите техник чистой защиты, так как они считаются не эффективными для стратегии выживания.
В пекити-тирсия кали входят 5 основных видов оружия (включая человеческое тело):
- Solo — одиночная палка, меч или копье.
- Doble — двойная палка или меч.
- Espada y Daga — меч и кинжал.
- Daga y Daga — нож против ножа.
- Mano y Mano — рукопашный бой.

Также есть наборы техник — подсистемы, которые меняются и дополняются с годами. В каждую подсистему входит набор приемов, сгруппированных по их назначению:
- Doce Methodos — 12 методов, в каждом из которых сгруппированы определенные техники. Иногда из них выделяют отдельно группу приемов, называемых «64 атаки».
- Seguidas — соединительные техники между разными уровнями; иногда включаются в 12 методов.
- Contradas — техники контратак с акцентом на следование за атакой противника, чтобы встретить атаку.
- Recontras — техники против контратак.
- Recontradas — контратака против контратак.
- Offensa-Defensa-Defensa-Offensa — техники уклонения от оружия.
- Contra Tirsia Dubla Doz
- Tri-V Formula
- 8Capsula Methodica

Также существуют другие способы группировки приемов, например, Alphabeto и Numerado, в которых приемы следуют в алфавитном порядке и просто пронумерованы.

## Спарринги и спортивные состязания
Регулярных соревнований по пекити-тирсия не проводится. Периодически группа Дог Бразерс, снискавшая дурную славу в сообществе филиппинский боевых искусств из-за слишком агрессивной манеры проведения спаррингов, проводит соревнования в полную силу с минимальным набором защитного снаряжения. Несколько ключевых членов этой группы вышли из пекити-тирсия.
В 1998 году команда филиппинского пекити-тирсия (Pekiti-Tirsia Philippines, Inc.) при поддержке филиппинской национальной полиции организовала битву мастеров («Battle of Grandmasters»). Она состоялась в городе Баколод, провинции Западный Негрос Филиппин. Соревнования были открыты для представителей всех боевых искусств. Спарринги проводились на палках без защитного снаряжения, без ограничения времени, без правил. Бои проводились в трех группах — мастера, грандмастера и ученики высокого уровня подготовки.

## Интересные факты
Ричард Риддик — вымышленный персонаж, созданный Джимом и Кеном Виатом, воплощённый на экране актёром Вином Дизелем; главный герой фильмов «Чёрная дыра», «Хроники Риддика», «Риддик»  использует  «стиль Кали».
В художественном фильме «Загнанный» (2003), герои Томми Ли Джонса и Бенисио дель Торо демонстрируют боевое искусство Сайок Кали.